# Cydalima diaphanalis
Cydalima diaphanalis is een vlinder uit de familie van de grasmotten (Crambidae). De wetenschappelijke naam van deze soort is voor het eerst voorgesteld als Margaronia diaphanalis door Francis Walker in een publicatie uit 1866.
De spanwijdte bedraagt ongeveer 3,5 centimeter.
De soort komt voor in Indonesië (Sumatra, Java, Aru-eilanden, de Molukken), Papoea-Nieuw-Guinea (Bismarckarchipel) en Australië.